# Arbeidssociologie
Arbeidssociologie is de sociologische discipline die zich richt op arbeid zelf, de wijze waarop deze georganiseerd wordt en hoe deze wordt ervaren. Aanvankelijk lag de nadruk bij industriële arbeid en werd gesproken van industriële sociologie. Bedrijfsinterne processen kwamen aan de orde in bedrijfssociologie. De arbeidssociologie beweegt zich op vele terreinen, onder meer de arbeidsinhoud, de arbeidskwaliteit, de arbeidsomstandigheden, de arbeidsvoorwaarden en het arbeidsbestel bestaande uit de arbeidsverhoudingen, de arbeidsorganisatie en de arbeidsmarkt.
De macrosociale gevolgen van arbeid kwamen voor het eerst aan bod bij Marx. Deze aanpak vond navolging in Europa, vooral in Frankrijk met Alain Touraine en Pierre Naville. In Amerika gaven de Hawthorne-experimenten de aanzet voor de microsociale benadering, zoals onderzoek naar arbeidstevredenheid.
Vanuit de arbeidssociologie is er de nodige kritiek op de reductionistische kijk vanuit economische modellen die de werkelijkheid te sterk simplificeren. Zo zou de arbeidsbeloning als allocatiemiddel te veel aandacht krijgen. Ook de tayloristische benadering van de bedrijfsorganisatie zou te technocratisch zijn.